# Камагуейський собор
Камагуе́йський катедра́льний собо́р (ісп. Catedral de Camagüey) — католицький храм на Кубі, в місті Камагуей. Катедральний собор Камагуейської архідіоцезії. Названий на честь Діви Марії Канделярійської. Збудований у 1617—1756 роках, у стилі бароко, в часи іспанського панування. Постав на місці міської церкви 1530 року, зруйнованої пожежею 1616 року. Статус собору — з 1912 року. Повна назва — Камагуе́йський катедра́льний собо́р Ді́ви Марі́ї Канделярі́йської (ісп. Catedral de Nuestra Señora de la Candelaria de Camagüey).